# Hilarion Joseph Montéty Pailhas
Hilarion Joseph Montéty Pailhas (ur. 29 stycznia 1854 w Compeyre, zm. 12 lipca 1921) – francuski duchowny rzymskokatolicki, lazarysta, arcybiskup, dyplomata papieski.

## Biografia
21 grudnia 1878 otrzymał święcenia prezbiteriatu i został kapłanem Zgromadzenia Księży Misjonarzy.
13 lutego 1891 papież Leon XIII mianował go delegatem apostolskim w Persji oraz arcybiskupem tytularnym bejruckim. Dodatkowo został administratorem apostolskim diecezji isfahańskiej, będącej jedynym biskupstwem łacińskim w Persji. 14 czerwca 1891 w kaplicy domu zakonnego lazarystów w Paryżu przyjął sakrę biskupią z rąk arcybiskupa paryskiego kard. François-Marii-Benjamina Richarda de la Vergne’a. Współkonsekratorami byli emerytowany delegat apostolski w Persji abp Jacques-Hector Thomas oraz emerytowany wikariusz apostolski Senegambii bp François-Marie Duboin.
W kwietniu 1896 przeszedł na emeryturę.